# Aliki Kamineli
Aliki Kamineli är en grekisk skådespelerska.

## Roller
- (2004) - Tårarnas äng
- (1998) - To Simadi Tou Erota TV-serie
- (1990) - Fovos Kai Pathos TV-serie
- (1990) - I Ekdikisi Tou Patera
- (1990) - To Mystiko Tou Ari Bonsalenti TV-serie
- (1989) - Alitis Kai Batsos